# Casa de Pomerania
La casa de Pomerania o casa del Grifo  (en alemán: Greifen; en polaco: Gryfici), también conocida como casa de Greifen; casa de Gryf, fue una dinastía real de duques que gobernaron el ducado de Pomerania desde el siglo XII hasta la muerte del último duque, Bogislao XIV de Pomerania (en latín: Bogislaus XIV; en polaco: Bogusław XIV) en 1637, cuando Pomerania fue dividida entre Brandenburgo-Prusia y Suecia. El nombre fue utilizado por la dinastía después del siglo XV y había sido tomado del escudo de armas ducal, que tenía representado un grifo, por lo menos, desde finales del siglo XII. El primer uso verificable del grifo como el emblema heráldico de la dinastía ocurrió en un sello del duque Casimiro II de Pomerania, que mostraba la figura imaginaria dentro de un escudo, y fue añadido a un documento fechado en 1194.
Wartislaw I, desde 1121 a 1135 un vasallo del duque Boleslao III de Polonia, fue el primer miembro conocido no legendario de la familia. Debido a que los vecinos de Pomerania a menudo persiguieron destronar a los Grifos, la dinastía estaba en constante necesidad de aliados, llevando a varios matrimonios con otras casas nobles, especialmente con aquellas de las vecinas Dinamarca, Rügen, Mecklemburgo, Brandeburgo y Polonia. El Grifo más prominente fue Erico de Pomerania, que se convirtió en rey de la Unión de Kalmar en 1397. Debido a las cercanas conexiones con Polonia, el duque Casimiro IV de Pomerania, el nieto del último rey polaco de la dinastía de los Piastas Casimiro III el Grande, fue candidato al trono de Polonia en el siglo XIV. El último gobernante Grifo de Pomerania fue el duque Bogislao XIV; acosado por disputas domésticas entre sus nobles, por los disturbios en torno a la ocupación de Pomerania por las tropas de Albrecht von Wallenstein durante la Guerra de los Treinta Años, y presumiblemente por un derrame cerebral que los dejó parcialmente paralizado, Bogislao abdicó en 1634, y murió en 1637. Otro miembro prominente de la dinastía fue la duquesa Ana von Croy, hija del duque Bogislao XIII, que murió en 1660.
Después de vasallaje a Polonia, la dinastía entró en el Ducado de Sajonia en Enrique el León en 1165, y pasó al Sacro Imperio Romano Germánico en 1181; permaneció como parte del Imperio desde entonces, excepto durante un periodo de dependencia danesa desde finales de la década de 1180 hasta 1227.

## Origen y ramas
Los orígenes de los Grifo no están claros. La mayoría de teorías los derivan de otra nobleza local eslava o de una rama menor de la casa polaca de los Piastas. El cronista medieval polaco Jan Długosz los conectó con la familia noble polaca de Świebodzice de la provincia del sur de Polonia de la Pequeña Polonia, que también utilizaban un grifo en su escudo de armas.
En el siglo XVII, los Grifos derivaron sus raíces desde seres legendarios de la mitología sorbia llamados Gryphus o Baltus.
Los primeros miembros conocidos de los Grifos fueron los hermanos Wartislaw I y Ratibor I. Wartislaw sería el ancestro de la línea de duques que gobernaron el Ducado de Pomerania hasta 1630; Ratisbor de la rama Ratisborida de los Grifos, que gobernó las tierras de Schlawe-Stolp hasta que la línea quedó extinta y la región fue incorporada al ducado de Pomerania. El primer miembro conocido de la rama Swantiborida de los Grifos, notables como castellanos de ciudades pomeranas, fue Wartislaw (II) Swantiboriz.

## De Wartislaw I a Bogislao IV y Otto I
1. Wartislaw I († entre 1134 y 1148)
  1. Bogislao I (* circa 1130; † 1187) ∞ (I) Walburgis († 1177), hija de Valdemar I de Dinamarca;  
(II) Anastasia, hija de Mieszko III de Polonia y Eudoxia de Kiev
    1. (I) Ratibor (* 1160; † 1183) ∞ Salome, hija de Mieszko III de Polonia y Eudoxia de Kiev
    2. (I) Wartislaw II (* 1160; † 1184) ∞ Sofía, hija de Boleslao IV el Rizado de Polonia
    3. (II) Bogislao II (* um 1177; † 1220) ∞ Miroslawa (†1233), hija de Mestwin I de Pomerelia y Swinislawa
      1. Woislawa († 1229)
      2. Barnim I (* ca. 1217/19; † 1278) ∞ (I) Mariana, hija de Guillermo de Winchester y Helena de Dinamarca 
(II) Margarita de Brunswick 
(III) Matilde (Mechthild) († 1316), hija de Otón III de Brandeburgo y Beatriz de Bohemia
        1. (I) Anastasia (* 1245; † 1317) ∞  Enrique I de Mecklemburgo (1230–1302)
        2. (II) Bogislao IV (*1258; † 1309) → Pomerania-Wolgast, véase sección inferior
        3. (III) Barnim II (* c. 1277; † 1295)
        4. (III) Otón I (* c. 1279; † 1344) → Pomerania-Stettin, véase sección inferior
        5. (III) Miroslawa († 1328) ∞ Nikolaus I de Schwerin
        6. (III) Beatriz († 1300 o 1315) ∞ Enrique II de Werle
        7. (?) Dobroslawa  ∞ Jaczo de Salzwedel

    4. (II) Casimiro II (* ca 1180, † 1219)  ∞ Ingardis de Dinamarca
      1. Wartislaw III(* ca 1210; † 1264) ∞ Sofía
      2. Elisabeth († 1222)

    5. (II) Dobroslawa (* antes de 1187, † ca 1226)

  2. Casimiro I (* después de 1130; † 1180) ∞ Pritolawa
2. Ratibor I († 1156) → Ratiboridas
3. Swantibor → Swantiboridas

## De Bogislao IV a Bogislao X (Pomerania-Wolgast, -Barth, y -Stolp)
1. Bogislao IV (*1258; † 1309) ∞ (I) Mechthild († vor 1309), hija de Juan I de Brandeburgo y Jutta de Sajonia 
(II) Margarita, (hija de Wizlaw II de Rügen e Inés de Brandeburgo
  1. (II) Eufemia de Pomerania (1289-1330)  ∞ Cristóbal II de Dinamarca
  2. (II) Margarita (1287-1337)  ∞ (I) Nikolaus de Rostock († 1314), (II) Juan de Ścinawa († 1365)
  3. (II) Wartislaw IV (* antes de 1290; † 1326) ∞ Elisabeth de Lindau-Ruppin (?)
    1. Bogislao V-Stolp (* ca 1318; † 1373/74)[10] ∞ (I) Isabel de Polonia,[10] hija de Casimiro III de Polonia y Aldona de Lituania
(II) Adelaida de Brunswick-Grubenhagen,[10] hija de Ernesto I de Brunswick-Grubenhagen y Adelaida de Everstein
      1. (I) Casimiro IV (* ~ 1351; † 2.1.1377)[10] ∞ (I) Johanna (Kenna) († 1368), hija de Olgierd de Lituania y María de Witebsk
(II) Margareta († 1409), hija de Siemowit III de Masovia y Eufemia de Toppau
      2. (I) Isabel de Pomerania (* 1347; † 15.2.1393)[10] ∞ emperador Carlos IV del Sacro Imperio Romano Germánico[10]
      3. (I) Hija 2
      4. (II) Wartislaw VII (* 1363/64; † 1395)[10] ∞ María de Mecklemburgo,[10] hija de Enrique III de Mecklemburgo
        1. Erico (Bogislao) de Pomerania (* 1382; † 1459)[10] ∞ Filippa, hija de Enrique IV de Inglaterra.
        2. Catalina de Pomerania (* ca 1390; † 4.3.1426)[10] ∞ Juan de Pfalz-Neumarkt
          1. Cristóbal III de Dinamarca

      5. (II) Bogislao VIII (* ca 1364; † 11.2.1418)[10] ∞ Sofía de Holstein
        1. Bogislao IX (* 1407/10; † 7.12.1446)[10] ∞ María de Masovia,[10] hija de Siemowit IV de Masovia y Alexandra de Lituania
          1. Sofía (* ca 1435; † 24.8.1497)[10] ∞ duque Erico II de Pomerania-Wolgast[10]
          2. Alexandra

      6. (II) Barnim V (* 1369; † 1402/04)[10]
      7. (II) Margareta

    2. Barnim IV (* 1325; † 22.8.1365)[10] ∞ Sofía, hija de Juan II de Werle
      1. Wartislaw VI (* ca 1345; † 1394) ∞ Ana, hija de Juan I Mecklemburgo-Stargard
        1. Barnim VI (* ca 1365; † 1404) ∞ Verónica de Hohenzollern
          1. Wartislaw IX (* um 1400; † 1457) ∞ Sofía de Sajonia-Lauenburgo, hija de Erico IV de Sajonia-Lauenburgo
            1. Erico II (* ca 1425; † 1474) ∞ Sofía († 1497), hija de Bogislao IX de Pomerania-Stolp
              1. Bogislao X (* 1454; † 1523)
              2. Casimiro VII (* ca 1455; † 1474)
              3. Wartislaw XI (después de 1465–1475)
              4. Barnim († 1474)
              5. Isabel, Prior de la abadía de Verchen († 1516)
              6. Sofía, (* 1460, † 1504)  ∞ Magnus II de Mecklemburgo
              7. Margarete († 1526), casado con Baltasar de Mecklemburgo
              8. Catalina (ca. 1465–1526), ∞ Duque Enrique IV de Brunswick y Lunenburg (1463-1514), Príncipe de Wolfenbüttel
              9. María, Abadesa de Wollin († 1512)

            2. Wartislaw X (* ca 1435; † 1478) ∞ (I) Isabel († 1465), viuda de Joaquín de Pomerania-Stettin, hija de Juan de Brandemburgo-Kulmbach
(II) Magdalena de Mecklemburgo, viuda del Conde Burkhard de Barby
              1. (I) Swantibor († 1464)
              2. (I) Ertmar († 1464)

            3. Isabel
            4. Christof

          2. Barnim VII (* um 1390; † 1450)
          3. Isabel, Abadesa de Kammin

        2. Wartislaw VIII ∞ Inés de Sajonia-Lauenburgo, hija de Erico IV de Sajonia-Lauenburgo
          1. Barnim VIII (* ca 1406, † 1451) ∞ Ana de Wunstorf
            1. Inés (1434-1512) ∞ (I) 1449 Federico de Altmark (el Gordo)
(II) 1478 Jorge II de Anhalt-Zerbst

        3. Sofía ∞ Enrique I de Brunswick-Lüneburg

      2. Bogislao VI
      3. Isabel ∞ Magnus I de Mecklemburgo

    3. Wartislaw V

  4. (II) Jutta (1290-1336), Abadesa en la abadía de Krummin
  5. (II) Isabel (1291-1349)  ∞ Erico I de Sajonia-Lauenburgo

## De Otón I a Otón III (Pomerania-Stettin)
1. Otón I (* ca 1279; † 1344) ∞ Isabel (*1281), hija de Gerardo II de Holstein y Ingeborg de Suecia
  1. Barnim III (antes de 1300; † 24.08.1368)[10] ∞ Inés (1318-1371), hija de Enrique II de Brunswick-Lüneburg (Grubenhagen)
    1. Otón
    2. Casimiro III (* antes de 1348; † 1372)[10]
    3. Swantibor I (III) (* ca  1351; † 21.6.1413)[10] ∞  Ana de Hohenzollern, hija de Alberto de Núremberg (el Hermoso)
      1. Otón II (* ca 1380; † 27.3.1428)[10] ∞ Inés, hija de Juan II de Mecklemburgo-Stargard y Wilheida de Lituania
      2. Casimiro V (VI)[10] (* después de 1380; † 12.4.1435)[10] ∞ (I) Catalina de Brunswick-Lüneburg († 1429), hija de Bernardo I de Brunswick-Lüneburg 
(II) Isabel († 1451), hija de Erico I de Brunswick-Lüneburg (Grubenhagen)
        1. (I) Joaquín el Viejo (* um 1424)
        2. (I) Ana († 1447) ∞ Juan V de Mecklemburgo-Schwerin
        3. (I) Joaquín el Joven (* después de 1424; † 1451)[10] ∞ Isabel (* 1425; † 1465), hija de Juan de Brandeburgo y Bárbara de Sajonia-Wittenberg
          1. Otón III (* 29.5.1444; † 10.9.1464)[10]

      3. Alberto
      4. Margarita

    4. Bogislao VII (*antes de 1355; † 1404)[10]

  2. Mechthild († 1331)  ∞ Juan III de Werle († 1352)

## De Bogislao X a Bogislao XIV
1. Bogislao X (* 1454; † 1523) ∞ Ana (1476-1503), hija de Casimiro IV de Polonia
  1. Sofía de Pomerania (* 1498, † 1568) ∞ Federico I de Dinamarca
  2. Jorge I (* 1493, † 1531) ∞ (I) Amalia (* 1490;  † 1525), hija del Elector Palatino Felipe y Margarita de Baviera
(II) Margarita de Brandeburgo, hija de Joaquín I de Brandeburgo e Isabel de Dinamarca.
    1. (I) Bogislao (* 1514)
    2. (I) Felipe I (* 1515; † 1560) ∞ María († 1583), hija de Juan de Sajonia
      1. Georg (muerte prematura)
      2. Erich (muerte prematura)
      3. Juan Federico  (1542-1600)
      4. Bogislao XIII (* 1544; † 1606) ∞ Clara, hija de Francisco de Brunswick-Lüneburg
        1. Felipe II (* 1573; † 1618) ∞ Sofía, hija de Juan II de Schleswig-Holstein-Sonderburg
        2. Francisco (* 1577; † 1620) ∞ Sofía, hija de Cristian I de Sajonia
        3. Bogislao XIV de Pomerania (* 1580; † 1637) ∞ Isabel, hija de Juan II de Schleswig-Holstein-Sonderburg e Isabel de Brunswick-Grubenhagen
        4. Ulrico (* 1589; † 1622) ∞ Hedwig de Brunswick († 1650)
        5. Anna ∞ Ernesto de Croy y Aerschot
          1. Ernesto Bogislao von Croy

      5. Ernesto Luis (* 1545, † 1592) ∞ Sofía Hedwig  (1561-1631), hija de Julio de Brunswick-Wolfenbüttel
        1. Hedwig María
        2. Elisabeth Magdalena
        3. Felipe Julio(* 1584, † 1625) ∞  Inés, hija de Juan Jorge de Brandeburgo.

      6. Barnim X (IX)
      7. Casimiro VI (IX)  (* 1557, † 1605)
      8. Amalia (murió soltera)
      9. Margarita ∞ Duque Francisco II de Sajonia-Lauenburgo
      10. Ana ∞ Ulrico de Mecklemburgo-Güstrow

    3. (I) Margarita (1518-1569) ∞ Ernesto III de Brunswick-Grubenhagen
    4. (II) Georgia (* 1531; † 1574) ∞ Stanislaus Latalski Conde de Latochin

  3. Ana (* 1492, † 1550) ∞ Jorge I de Silesia de Silesia-Liegnitz
  4. Barnim (* antes de 1501, † antes de 1501)
  5. Barnim IX (* 1501, † 1573)
  6. Isabel († antes de 1518)
  7. Otón (* antes de  1503, † antes de 1518)
  8. Casimiro VIII (* 1494, † 1518)
  9. Cristóbal; probablemente hijo ilegítimo, como Junker Cristofer, Tochof de Schwerin

## Ramas

### Ratiboridas
Los miembros de la rama Ratisborida (Ratiboriden) eran lo más probablemente descendientes de Ratibor I, un hermano de Wartislaw I.
1. Ratibor I
  1. Bogislao, ∞ (I) N.N.; (II) una hija de Miesko III de Polonia[4]
    1. (I) Bogislao (III), ∞ otra hija de Miesko III de Polonia[4]
    2. (II?) Ratibor II (también medio hermano de Bogislao III o primo)[4]

### Swantiboridas
Los Swantiboridas (Swantiboriden) estaban relacionados con los Grifos, pero el enlace no está claro. Probablemente descendían de Swantibor, un duque pomerano destronado en una rebelión y expulsado a Polonia en 1105/06. Este Swantibor podría haber sido primo de Swantopolk, un duque pomerano derrotado por Boleslao III de Polonia en una campaña en 1111/12. Sin embargo, estas suposiciones son todas ellas especulaciones.
1. Wartislaw (II) Swantiboriz (↑ 1196), Castellano de Stettin (Szczecin) ∞ mujer desconocida
  1. Bartholomäus († 1219), Castellano de Gützkow ∞ mujer desconocida
    1. Wartislaw (* 1175/80, ↑ 1233), Castellano de Stettin, Herr von Gützkow 1219 ∞ Dobroslawa, viuda de Boleslao de Polonia Príncipe de Kujavia, hija de Bogislao I
      1. Bartholomäus (+ 1206/10, ↑ 1259/60)

  2. Wartislaw (↑ 1230/32), Castellano de Stettin
  3. Conrado  (↑ 1233), Canónico de la Catedral de Kammin 1176/1186, preboste 1186/1189 y 1208, obispo de Kammin 1219
  4. Casimiro (↑ 1219), Castellano de Kolberg (Kołobrzeg) ∞ mujer desconocida
    1. Swietoslawa / Swiatochna (↑ después de  1217)
    2. Swantibor (* 1219, ↑ 1244) ∞ mujer desconocida
      1. Casimiro (↑1277/1280), Castellano de Kolberg ∞ Miroslawa, que se casó en segundo matrimonio con Johann Ramel, Castellano de Kolberg y Consejero pomerano 1265/1297.

    3. hija 3 ∞ Czyrnek, Castellano de Kolberg

## Grifos que se convirtieron en reyes o reinas
1. Erico de Pomerania, hijo de Wartislaw VII, como rey de Noruega (1389-1442), elegido rey de Dinamarca (1396-1439), y de Suecia (1396-1439). Fue el primer rey de la Unión de Kalmar Nórdica.
2. Eufemia de Pomerania, hija de Bogislao IV, se casó con Cristóbal II de Dinamarca  y se convirtió en reina de Dinamarca.
3. Isabel de Pomerania, hija de Bogislao V, fue la cuarta y última esposa del emperador Carlos IV del Sacro Imperio Romano Germánico y rey de Bohemia. Su hija Ana de Bohemia, de Luxemburgo y de Pomerania se convirtió en reina de Inglaterra como esposa del rey Ricardo II de Inglaterra. Es conocida como la Buena Reina Ana.
4. Sofía de Pomerania, hija de Bogislao X, se casó con el rey Federico I de Dinamarca y se convirtió en reina de Dinamarca y Noruega.